# تابع ثابت
تابع ثابت (به انگلیسی: Constant function) به تابعی گفته می‌شود که به ازای تمام مقادیر ورودی، همواره عددی ثابت را به عنوان خروجی به دست می‌دهد. به عنوان مثال تابع {\displaystyle f(x)=4}یک تابع ثابت است چرا که صرف نظر از آنکه x چه عددی باشد، مقدار خروجی آن همواره عدد ثابت ۴ است.

## صورت‌بندی دقیق
فرض کنید X و Y دو مجموعه ناتهی و b∈Y عضوی ثابت و دلخواه باشد. در این صورت می‌توان تابع f:X→Y را با ضابطه f(x)=b,x∈X تعریف کرد که به آن تابع ثابت می‌گوییم. وجه تسمیه این تابع نیز واضح است، چرا که به هر عضو دلخواه مجموعه X عضو ثابت b از مجموعه Y را نسبت می‌دهد.
این تابع را معمولاً با Cb نشان می‌دهیم و می‌توان به آن را صورت زیر نیز نشان داد:
{\displaystyle C_{b}=\{(x,b):x\in X\}}
نکته: برد تنها شامل یک عضو می‌باشد. ولی ورودی‌ها (دامنه) مقادیری متفاوتی دارد.

## ویژگی‌های تابع ثابت
برخی از مهم‌ترین ویژگی‌های تابع ثابت را می‌توان این چنین برشمرد:
- نمودار یک تابع ثابت روی اعداد حقیقی یک خط موازی محور Xها خواهد بود. برای تابع ثابت {\displaystyle f(x)=b}این خط به فاصله‌ی b از محور Xها قرار دارد.
- مشتق تابع ثابت برابر صفر ({\displaystyle {d \over dx}b=0}) و انتگرال آن یک تابع خطی ({\displaystyle \int bdx=bx}) است.
- تابع ثابت یک تابع زوج است به این معنا که نسبت به محور Yها تقارن دارد. به استثنای تابع ثابت صفر (f(x) = ۰) که هم زوج و هم فرد است.

### نمودار دکارتی
می‌دانیم نمودار تابع ثابت، خطی موازی محور Xها است. می‌خواهیم نمودار {\displaystyle f(x)=k} را رسم کنیم.

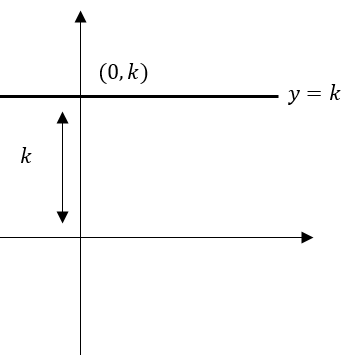
نمودار تابع ثابت

### نمودار ون
برای رسم نمودار ون تابع ثابت باید یادمان باشد که به ازای هر دامنه فقط یک خروجی ثابت داریم. یعنی همه‌ی فلش.ها به یک عضو متناهی می‌شوند.

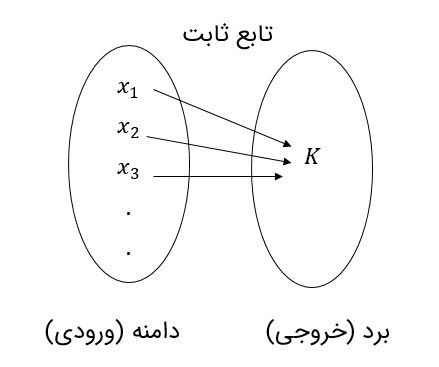
نمودار ون تابع ثابت